# Strimmanakin
Strimmanakin (Machaeropterus striolatus) är en fågel i familjen manakiner inom ordningen tättingar.

## Utseende och läte
Strimmanakinen är en liten, knubbig och kortstjärtad fågel. Hanen är distinkt med lysande rött på hjässan och tydliga vita strimmor på rödaktig buk. Honan saknar rött på huvudet men uppvisar svaga streck på sidan olikt andra manakiner. Sången består av en ljus och dämpad vissling.

## Utbredning och systematik
Västlig strimmanakin delas in i fem underarter med följande utbredning:
- M. s. antioquiae – västra och centrala Colombia
- M. s. striolatus – östra Colombia, östra Ecuador, östra Peru och västra brasilianska Amazonområdet
- M. s. obscurostriatus – nordvästra Venezuela
- M. s. zulianus – västra Venezuela
- M. s. aureopectus – sydöstra Venezuela och västra Guyana

Tidigare behandlades den som en underart till M. regulus och vissa gör det fortfarande.

## Levnadssätt
Strimmanakinen hittas i skogar i låglänta områden och förberg. Där ses den i skogens nedre till mellersta skikt. Den för ett anspråkslöst liv och dess utstuderade dansande spel ses sällan.

## Status och hot
Arten har ett stort utbredningsområde, men tros minska i antal, dock inte tillräckligt kraftigt för att den ska betraktas som hotad. Internationella naturvårdsunionen IUCN listar arten som livskraftig (LC).